# Ciclismo nos Jogos Olímpicos de Verão de 2008 - Velocidade feminino
A prova de velocidade individual feminino do ciclismo olímpico ocorreu em 19 de agosto no Velódromo Laoshan.

## Medalhistas
| Ouro   | GBR Victoria Pendleton |
| Prata  | AUS Anna Meares        |
| Bronze | CHN Guo Shuang         |

## Preliminares
| Pos. | Atleta                    | Tempo     | Vel. média (km/h) |
| ---- | ------------------------- | --------- | ----------------- |
| 1    | GBR Victoria Pendleton    | 10.963 OR | 65.675            |
| 2    | CHN Guo Shuang            | 11.106    | 64.829            |
| 3    | AUS Anna Meares           | 11.140    | 64.631            |
| 4    | NED Willy Kanis           | 11.167    | 64.475            |
| 5    | LTU Simona Krupeckaitė    | 11.222    | 64.159            |
| 6    | FRA Clara Sanchez         | 11.365    | 63.352            |
| 7    | BLR Natallia Tsylinskaya  | 11.372    | 63.313            |
| 8    | USA Jennie Reed           | 11.400    | 63.157            |
| 9    | CUB Lisandra Guerra       | 11.462    | 62.816            |
| 10   | NED Yvonne Hijgenaar      | 11.533    | 62.429            |
| 11   | RUS Svetlana Grankovskaya | 11.544    | 62.370            |
| 12   | JPN Sakie Tsukuda         | 12.134    | 59.337            |

## Primeira fase
| Atleta                 | Tempo  | Vel. média (km/h) |
| ---------------------- | ------ | ----------------- |
| GBR Victoria Pendleton | 11.736 | 61.349            |
| JPN Sakie Tsukuda      |        |                   |

| Atleta                    | Tempo  | Vel. média (km/h) |
| ------------------------- | ------ | ----------------- |
| CHN Guo Shuang            | 11.410 | 63.102            |
| RUS Svetlana Grankovskaya |        |                   |

| Atleta               | Tempo  | Vel. média (km/h) |
| -------------------- | ------ | ----------------- |
| AUS Anna Meares      | 11.663 | 61.733            |
| NED Yvonne Hijgenaar |        |                   |

| Atleta              | Tempo  | Vel. média (km/h) |
| ------------------- | ------ | ----------------- |
| NED Willy Kanis     | 12.155 | 59.234            |
| CUB Lisandra Guerra | REL    |                   |

| Atleta                 | Tempo  | Vel. média (km/h) |
| ---------------------- | ------ | ----------------- |
| USA Jennie Reed        | 11.955 | 60.225            |
| LTU Simona Krupeckaitė |        |                   |

| Atleta                   | Tempo  | Vel. média (km/h) |
| ------------------------ | ------ | ----------------- |
| FRA Clara Sanchez        | 11.607 | 62.031            |
| BLR Natallia Tsylinskaya |        |                   |

### Repescagem
| Atleta                   | Tempo  | Vel. média (km/h) |
| ------------------------ | ------ | ----------------- |
| BLR Natallia Tsylinskaya | 11.871 | 60.652            |
| CUB Lisandra Guerra      |        |                   |
| JPN Sakie Tsukuda        |        |                   |

| Atleta                    | Tempo  | Vel. média (km/h) |
| ------------------------- | ------ | ----------------- |
| LTU Simona Krupeckaitė    | 12.123 | 59.391            |
| RUS Svetlana Grankovskaya |        |                   |
| NED Yvonne Hijgenaar      |        |                   |

## Quartas de final
| Atleta                 | Tempo (Corrida 1) | Tempo (Corrida 2) |
| ---------------------- | ----------------- | ----------------- |
| GBR Victoria Pendleton | 11.389            | 11.672            |
| LTU Simona Krupeckaitė |                   |                   |

| Atleta                   | Tempo (Corrida 1) | Tempo (Corrida 2) |
| ------------------------ | ----------------- | ----------------- |
| CHN Guo Shuang           | 11.501            | 11.627            |
| BLR Natallia Tsylinskaya |                   |                   |

| Atleta            | Tempo (Corrida 1) | Tempo (Corrida 2) |
| ----------------- | ----------------- | ----------------- |
| AUS Anna Meares   | 11.716            | 12.108            |
| FRA Clara Sanchez |                   |                   |

| Atleta          | Tempo (Corrida 1) | Tempo (Corrida 2) |
| --------------- | ----------------- | ----------------- |
| NED Willy Kanis | 11.944            | 11.767            |
| USA Jennie Reed |                   |                   |

## Semifinais
Bateria 1
| Atleta                 | Tempo (Corrida 1) | Tempo (Corrida 2) |
| ---------------------- | ----------------- | ----------------- |
| GBR Victoria Pendleton | 11.537            | 11.885            |
| NED Willy Kanis        |                   |                   |

Bateria 2
| Atleta          | Tempo (Corrida 1) | Tempo (Corrida 2) | Tempo (Corrida 3) |
| --------------- | ----------------- | ----------------- | ----------------- |
| AUS Anna Meares |                   | 11.578            | 11.617            |
| CHN Guo Shuang  | 11.629            |                   | REL               |

### Disputa do 9º ao 12º lugares
| Atleta                    | Tempo  | Vel. média (km/h) | Pos. |
| ------------------------- | ------ | ----------------- | ---- |
| RUS Svetlana Grankovskaya | 12.192 | 59.055            | 9    |
| CUB Lisandra Guerra       |        |                   | 10   |
| NED Yvonne Hijgenaar      |        |                   | 11   |
| JPN Sakie Tsukuda         |        |                   | 12   |

## Finais
Disputa do Bronze
| Atleta          | Tempo (Corrida 1) | Tempo (Corrida 2) | Pos. |
| --------------- | ----------------- | ----------------- | ---- |
| CHN Guo Shuang  | 11.420            | 11.617            |      |
| NED Willy Kanis |                   |                   | 4    |

Disputa do ouro
| Atleta                 | Tempo (Corrida 1) | Tempo (Corrida 2) | Pos. |
| ---------------------- | ----------------- | ----------------- | ---- |
| GBR Victoria Pendleton | 11.363            | 11.118            |      |
| AUS Anna Meares        |                   |                   |      |

### Disputa do 5º ao 8º lugares
| Atleta                   | Tempo  | Vel. média (km/h) | Pos. |
| ------------------------ | ------ | ----------------- | ---- |
| FRA Clara Sanchez        | 12.264 | 58.708            | 5    |
| BLR Natallia Tsylinskaya |        |                   | 6    |
| USA Jennie Reed          |        |                   | 7    |
| LTU Simona Krupeckaitė   | REL    |                   | 8    |